# Darchini
Darchini, auch Darkimet als 8. Teil der Unze, war ein arabisches Gewichtsmaß und kann zu den kleinen Maßen gezählt werden. Es entsprach der Drachme und verbreitet war es in Konstantinopel, Zypern, Alexandrien, Malta, Sizilien und Genua. Das Maß war die kleinere Einheit mit der unterschiedlichen Bezeichnung Rottolo, Rottelo, Rotton, Rotte oder Rottel. 96 Darchini waren gebräuchlich 1 Rottolo.
- 1 Darchini = 10 Danich = 4 Gramm
  - 1 Danich = 0,4 Gramm